# Warrior – A végső menet
A Warrior – A végső menet (eredeti cím: Warrior) 2011-ben bemutatott amerikai sport-filmdráma, amelyet Gavin O’Connor rendezett és O'Connor, Cliff Dorfman és Anthony Tambakis írt. A főszerepben Tom Hardy és Joel Edgerton látható. Ők két elhidegült testvért alakítanak, akik egy vegyes harcművészeti versenyen való részvételük során kénytelenek megbékélni életükkel és egymással. További főszereplők: Jennifer Morrison, Frank Grillo és Nick Nolte.
A filmet 2011. szeptember 9-én mutatta be a Lionsgate az Amerikai Egyesült Államokban. Magyarországon 2012. március 1-jén volt látható a PARLUX Entertainment forgalmazásában. Annak ellenére, hogy a film kereskedelmi szempontból nem volt sikeres, a kritikusok pozitív véleményeket adtak a filmnek, Nolte pedig Oscar-jelölést kapott a legjobb férfi mellékszereplő kategóriában.

## Cselekmény
Két testvér a vegyes harcművészetek (MMA) brutális, nagy tétekkel teli világában néz szembe élete harcával - és tönkrement családjuk összeomlásával. Tommy Riordan egykori tengerészgyalogos, akit tragikus múltja kísért, visszatér szülővárosába, Pittsburghbe, és apját, egy felépült alkoholistát és egykori edzőt kéri fel, hogy felkészítse őt egy MMA-bajnokságra, amelyen a sportág történetének legnagyobb pénzdíját nyerheti el.
Miközben Tommy erőszakos úton halad a címvédés felé, bátyja, Brendan, az egykori MMA harcos, aki állami iskolai tanárként nem tud megélni, amatőrként visszatér a ringbe, hogy gondoskodjon a családjáról.
Annak ellenére, hogy évek teltek el, a vádaskodások és a múltbeli árulások miatt Brendan elkeseredetten elhidegül Tommytól és az apjától is. Amikor Brendan váratlanul felemelkedik az esélytelenek közé, és összetűzésbe kerül Tommyval, a két testvérnek végülszembe kell néznie azokkal az erőkkel, amelyek szétszakították őket, miközben életük legintenzívebb, győztes mindent visz harcát vívják.

## Szereplők
| Szerep                        | Színész                  | Magyar hang     |
| ----------------------------- | ------------------------ | --------------- |
| Thomas „Tommy” Riordan Conlon | Tom Hardy                | Király Attila   |
| Brendan Conlon                | Joel Edgerton            | Varga Gábor     |
| Paddy Conlon                  | Nick Nolte               | Vass Gábor      |
| Tess Conlon                   | Jennifer Morrison        | Zsigmond Tamara |
| Frank Campana                 | Frank Grillo             | Rajkai Zoltán   |
| Stephon                       | Denzel Whitaker          | Berkes Bence    |
| önmaga                        | Bryan Callen             | Seder Gábor     |
| Joe Zito igazgató             | Kevin Dunn               | Várkonyi András |
| Colt Boyd                     | Maximiliano Hernández    | Háda János      |
| önmaga                        | Sam Sheridan             | Anger Zsolt     |
| Fenroy                        | Fernando Chien           |                 |
| Mark Bradford                 | Jake McLaughlin          | Szabó Máté      |
| Pilar Fernandez               | Vanessa Martinez         |                 |
| Dan Taylor                    | Noah Emmerich            |                 |
| Tito                          | Carlos Miranda           |                 |
| Leo                           | Charlie Smith            |                 |
| „A hatalmas” Koba             | Kurt Angle               |                 |
| Pete „Veszett kutya” Grimes   | Erik Apple               |                 |
| Karl „A dán” Kruller          | Nate Marquardt           |                 |
| Orlando „Éjfekete” Le         | Anthony Johnson          |                 |
| Marcos Santos                 | Roan Carneiro            |                 |
| J.J. Riley                    | Gavin O’Connor           | Tarján Péter    |
| önmaga                        | Dan Caldwell             |                 |
| önmaga                        | Timothy „Skyskrape” Katz |                 |
| önmaga                        | Josh Rosenthal           |                 |

## A film készítése

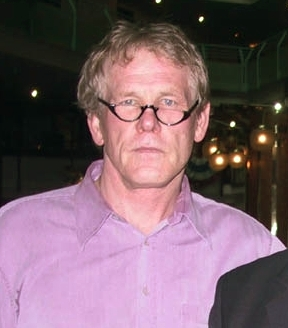
Nick Nolte színész a legjobb mellékszereplőnek járó San Diegói Filmkritikusok Társasága díját nyerte el az alkoholista apa szerepéért.

A forgatás során a pittsburghi Mogul Minds stúdiót (ma 31st Street Studios), valamint a Pittsburghi Egyetem Petersen Events Centerét és a Twin Hi-Way Drive-In-t használták. A North Hills Senior High Schoolt is felhasználták néhány jelenethez. Az Atlantic City-i Boardwalk Hallt alkalmazták a fő harc helyszínének külső jeleneteihez, valamint a sétányon és a tengerparton forgatott jelenetekhez.
Hardy a film előkészületi munkálatai során kemény edzésprogramon ment keresztül az izomtömeg növelése érdekében, és mintegy 13 kg izomtömeget szedett fel (ezt a testalkatot használta fel a A sötét lovag – Felemelkedés című filmben Bane megformálásához is).

## Bemutató
A filmet 2011. szeptember 9-én mutatták be az Amerikai Egyesült Államokban.

### Marketing
A Men of Warrior című könyv 2011. július 19-én jelent meg. A Lionsgate "We Are All Warriors" projektje, amely a Warrior megjelenését támogatja a mindennapi hősök bemutatásával, 2011. augusztus 1-jén indult.

### Médiakiadás
A film 2011. december 20-án jelent meg DVD-n és Blu-ray lemezen az Egyesült Államokban. A Blu-ray kiadás tartalmazza a film DVD-másolatát, valamint egy digitális letölthető változatot is.

## Filmzene
1. "Listen to the Beethoven"
2. "Paddy & Tommy"
3. "Sparta – Night One"
4. "I Can't Watch You Fight"
5. "Koba"
6. "Hero"
7. "Brendan & Tess"
8. "The Devil You Know"
9. "Stop the Ship (Relapse)"
10. "Warrior"
11. "Brendan & Tommy"
12. "About Today" (The National)
13. "Start a War" (The National)

## Remake
A filmet újraforgatták hindi nyelven Brothers címmel, Akshay Kumar és Sidharth Malhotra főszereplésével.
2015-ben ugyanezzel a címmel és hasonló cselekménnyel Oroszországban is készült film.